# Harriet Craig
Harriet Craig (bra: A Dominadora) é um filme noir estadunidense de 1950, do gênero drama, dirigido por Vincent Sherman, e estrelado por Joan Crawford e Wendell Corey. O roteiro de Anne Froelick e James Gunn foi baseado na peça teatral "Craig's Wife" (1925), de George Kelly.
"Harriet Craig" é a segunda das três colaborações cinematográficas entre Sherman e Crawford, sendo as outras "The Damned Don't Cry!" (1950) e "Goodbye, My Fancy" (1951).

## Sinopse
Harriet Craig (Joan Crawford) é uma perfeccionista neurótica, manipuladora e controladora. Ela não confia em seu marido Walter (Wendell Corey), e está sempre checando seus passos minuciosamente. Quando é oferecida ao seu marido uma promoção no trabalho que exigirá viagens regulares, Harriet diz ao chefe de Walter que ele possui problemas com jogos de azar. Ela também arruma um jeito de conseguir sabotar o relacionamento entre sua prima Clare (K. T. Stevens) e Wes Miller (William Bishop), assistente de Walter. No entanto, quando Walter descobre as interferências de Harriet, ele começa a confrontá-la.

## Elenco
- Joan Crawford como Harriet Craig
- Wendell Corey como Walter Craig
- Lucile Watson como Celia Fenwick
- Allyn Joslyn como Billy Birkmire
- William Bishop como Wes Miller
- K.T. Stevens como Clare Raymond
- Viola Roache como Sra. Harold
- Raymond Greenleaf como Henry Fenwick
- Ellen Corby como Lottie

## Produção
O filme foi baseado na peça teatral "Craig's Wife" (1925), de George Kelly. Duas versões anteriores do filme foram lançadas com o mesmo nome da peça: a primeira foi um filme mudo de 1928, estrelado por Irene Rich e dirigido por William C. DeMille; e a segunda foi um filme de 1936, estrelado por Rosalind Russell e dirigido por Dorothy Arzner.

## Recepção
A revista Variety comentou: "Joan Crawford faz um excelente trabalho ao passar pela egoísta personagem-título". Otis Guernsey, em sua crítica para o New York Herald Tribune, escreveu: "[Crawford] continua, como sempre, uma artista estilosa em sua caracterização clara e contundente".

## Mídia doméstica
O filme foi lançado em VHS. Em novembro de 2012, o filme estava disponível em DVD para a Região 1 pela TCM Vault Collection, e em DVD para a Região 2 (Japão, Europa, África do Sul e Oriente Médio, incluindo Egito).